# The Newsroom
The Newsroom és una sèrie dramàtica de televisió, creada per Aaron Sorkin, que es va estrenar al canal HBO el 24 de juny de 2012. La sèrie tracta sobre la feina a la redacció del programa de notícies de ficció Atlantis Cable News (ACN) i que analitza notícies d'actualitat com l'assassinat de Bin Laden. La sèrie va emetre l'últim capítol el 14 de desembre de 2014 després de 25 capítols.

## Repartiment
- Jeff Daniels és Will McAvoy: presentador del telenotícies de l'ACN.[2]
- Emily Mortimer és MacKenzie McHale: productora executiva de les notícies que té un passat amorós amb el Will.
- Sam Waterston és Charlie Skinner: director de la cadena.[2]
- John Gallagher Jr. és Jim Harper: productor sènior que s'enamora de la Maggie Jordan.
- Alison Pill és Maggie Jordan: redactora i assistent personal d'en Will.
- Olivia Munn és Sloan Sabbith: l'economista del programa.
- Dev Patel és Neal Sampat: redactor del blog oficial d'en Will i responsable de les xarxes socials del programa.
- Thomas Sadoski és Don Keefer: productor de les notícies que manté una relació amb l'Sloan.